# 夏がやってくる
「夏がやってくる」（なつがやってくる）は、空野葵（CV.北原沙弥香）の4枚目のシングル。2012年6月13日にFRAMEから発売された。

## 概要
初回生産限定盤・通常盤の2種リリースであり、初回生産限定盤にはDVD等・通常盤にはイナズマイレブンGO クロノ・ストーンのTCGプロモカードが1種付属している。また、初回生産限定盤のDVDの内容は表題曲のミュージックビデオである。
表題曲「夏がやってくる」は、テレビアニメ『イナズマイレブンGO クロノ・ストーン』のエンディングテーマだった（第1話 - 第18話）。少し大人びたラテン系の曲調であり、サビの部分は盛り上がれるように熱く歌っているが、歌詞はかわいらしいものとなっており、曲調とは正反対となっている。また、サビの部分は熱く歌えるように、過去の曲より高い音程となっている。
表題曲のミュージックビデオは、タイトルが「夏」であり、海が連想されるという理由で、海で撮影している。内容はストーリー仕立てになっている。ストーリーは、海で恋人からペンダントをプレゼントしてもらうが恋人とは破局してしまい、その数年後、恋心を忘れるために海にペンダントを置きに行くというものになっている。
カップリング曲の「夏が終わっちゃう」は、表題曲とは反対に夏（もしくは恋）が終わる時の切ない思いを描いた曲となっている。

## 収録曲
（全作詞：mildsalt・全編曲：菊谷知樹）
1. 夏がやってくる
作曲：山口朗彦
  - テレビアニメ『イナズマイレブンGO クロノ・ストーン』エンディングテーマ
2. 夏が終わっちゃう
作曲：黒須克彦
3. 夏がやってくる（オリジナル・カラオケ）
4. 夏が終わっちゃう（オリジナル・カラオケ）